# Thomas Postlethwaite (MP)
Thomas Postlethwaite foi um político britânico de um eleitorado de Surrey.
Filho do Rev. James Postlethwaite de Fleckney, Leicestershire, ele foi MP por Haslemere de 1780 a 1784 e novamente de 1784 a 1786.